# Andrzej Stękała
Andrzej Stękała (* 30. Juni 1995 in Zakopane) ist ein polnischer Skispringer.

## Werdegang
Andrzej Stękała startet für den AZS Zakopane. Er begann seine internationale Karriere am 27. und 28. Juli 2013 mit zwei Wettbewerben im FIS Cup im polnischen Szczyrk, bei denen er 44. und 30. wurde. Weitere Wettbewerbsteilnahmen folgten im Laufe der Saison, im Juli 2014 konnte er mit einem vierten Platz in Villach einen ersten Erfolg verbuchen. Im August desselben Jahres startete Stękała in Frenštát pod Radhoštěm zum ersten Mal im Continental Cup, hierbei wurde er jedoch beim ersten Wettbewerb disqualifiziert, einen Tag später kam er auf den 16. Platz. Einen Monat später erreichte er mit dem dritten Platz in Einsiedeln den ersten Podestrang im FIS Cup. Den zweiten Wettbewerb am Tag darauf konnte Stękała für sich entscheiden, wie auch einen weiteren Wettbewerb im FIS Cup zwei Wochen später in Szczyrk. Bei den Ski-Juniorenweltmeisterschaften 2015 in Almaty belegte er im Einzel den 18. Platz, im polnischen Team wurde er mit der Mannschaft Vierter. Im Februar 2015 gewann Stękała in Hinterzarten erneut ein FIS Cup-Springen.
Eine erste Überraschung gelang Stękała, als er am 15. März 2015 ohne bisherige Top-10-Platzierung im Continental Cup in Nischni Tagil den zweiten Platz belegte und so erstmals in seiner Karriere auf das Podium im Continental Cup kam. Zum Saisonabschluss gewann er bei den polnischen Meisterschaften 2015 in Zakopane die Silbermedaille im Einzel sowie den Meistertitel im Team. Seine bis dato stärkste Saison im Continental-Cup hatte er daraufhin mit der Saison 2015/16. In dieser erreichte Stękała am 11. Dezember 2015 in Rena seinen ersten Continental-Cup-Sieg. Während er tags darauf im zweiten Wettbewerb disqualifiziert wurde, belegte Stękała am dritten Wettkampftag mit einem zweiten Platz erneut einen Podestrang. Am 19. Dezember 2015 debütierte er im schweizerischen Engelberg im Weltcup und konnte dabei auf Anhieb seine ersten vier Punkte gewinnen. Aufgrund seiner Leistungen wurde er daraufhin von Cheftrainer Łukasz Kruczek in das polnische Team für die Vierschanzentournee 2015/16 nominiert. Während er in Innsbruck noch ausgeschieden war, gewann er in Bischofshofen sein Duell und belegte am Ende den 30. Platz. Im weiteren Saisonverlauf erreichte Stękała regelmäßig die Punkteränge und sprang beim Teamwettbewerb in Zakopane gemeinsam mit Maciej Kot, Stefan Hula und Kamil Stoch als Dritter erstmals aufs Podest. Die Saison schloss er auf Rang 34 der Weltcupgesamtwertung sowie mit dem erneuten Titelgewinn im Team bei den polnischen Meisterschaften 2016 in Wisła ab.
Zum Auftakt der Weltcup-Saison 2020/21 im heimischen Wisła qualifizierte sich Stękała als Teil der nationalen Gruppe für das Einzelspringen, bei welchem er nach rund viereinhalb Jahren erstmals wieder in die Punkteränge sprang. Daraufhin gehörte er auch bei der folgenden Station in Ruka zum polnischen Kader. Bei der Skiflug-Weltmeisterschaft 2020 von der Letalnica bratov Gorišek in Planica gelangen Stękała durchweg Weiten von über 200 Metern, womit er konstant zu den besten Fliegern des Wochenendes gehörte. Beim Einzelfliegen flog er im ersten und dritten Durchgang auf jeweils 224,5 Meter und belegte letztlich den zehnten Platz. Daraufhin wurde er auch für das Teamfliegen nominiert, wo er in der zweiten Startgruppe sowohl im ersten als auch im zweiten Durchgang die besten Sprünge zeigte. Damit trug er erheblich zum Gewinn der Bronzemedaille für das polnische Team um Piotr Żyła, ihm, Kamil Stoch und Dawid Kubacki bei. Mit seinen Leistungen bei der Skiflug-Weltmeisterschaft etablierte er sich im polnischen Weltcup-Team, dem er in der Folge bei allen Wettkämpfen angehörte. Beim Weltcup-Springen von der Gross-Titlis-Schanze in Engelberg belegte Stękała den siebten Platz und erreichte somit zum zweiten Mal in seiner Karriere die besten Zehn. Auch beim Auftaktspringen zur Vierschanzentournee 2020/21 in Oberstdorf wurde er Siebter und bestätigte so seinen Aufwärtstrend. Nach den Rängen zehn, 18 und acht bei den weiteren Stationen belegte Stękała den sechsten Platz in der Tournee-Gesamtwertung. Zwar schwankte seine Leistung bei den weiteren Weltcup-Wochenenden, doch erreichte er konstant die Punkteränge und fand sich vereinzelt in den Top 10 wieder. Daher war er sowohl in Zakopane als auch in Lahti Teil des polnischen Teams, mit dem er jeweils den zweiten Rang belegte. Beim Weltcup-Springen von der Wielka Krokiew in Zakopane am 13. Februar 2021 sprang Stękała als Zweiter erstmals aufs Podest und verpasste nur um 0,3 Punkte den Sieg. Er wurde damit der zwölfte polnische Skispringer, der das Weltcup-Podium erreichen konnte.
Bei der Vierschanzentournee 2024/25 startete Stękała nicht. Im Januar 2025 gab er bekannt, dass sein Lebensgefährte im November 2024 verstorben war.

## Erfolge

### Continental-Cup-Siege im Einzel
| Nr. | Datum             | Ort      | Typ           |
| --- | ----------------- | -------- | ------------- |
| 1.  | 11. Dezember 2015 | Rena     | Normalschanze |
| 2.  | 13. März 2022     | Zakopane | Großschanze   |

## Statistik

### Weltcup-Platzierungen
| Saison  | Platz | Punkte |
| ------- | ----- | ------ |
| 2015/16 | 034.  | 105    |
| 2020/21 | 016.  | 473    |
| 2021/22 | 060.  | 019    |

### Grand-Prix-Platzierungen
| Saison | Platz | Punkte |
| ------ | ----- | ------ |
| 2016   | 063.  | 018    |
| 2018   | 077.  | 003    |
| 2019   | 033.  | 062    |
| 2020   | 034.  | 002    |
| 2021   | 047.  | 033    |

### Continental-Cup-Platzierungen
| Saison  | Platz | Punkte |
| ------- | ----- | ------ |
| 2014/15 | 048.  | 186    |
| 2015/16 | 032.  | 358    |
| 2016/17 | 128.  | 028    |
| 2018/19 | 022.  | 417    |
| 2019/20 | 022.  | 422    |
| 2020/21 | 075.  | 021    |

## Privates
Im November 2024 verstarb Stękałas Lebensgefährte. Beide waren seit 2016 ein Paar gewesen. Am 1. Januar 2025 postete er ein Video mit gemeinsamen Bildern auf Instagram und sprach dort über seine Liebe und seine Homosexualität. Es war gleichzeitig sein Coming-out. Er erhielt Zuspruch u. a. auch aus dem Skisprungsport von Halvor Egner Granerud.